# 拉德莫克拉西亞 (韋韋特南戈省)
拉德莫克拉西亞是危地馬拉的城鎮，由韋韋特南戈省負責管轄，位於該國西部，距離首府韋韋特南戈76公里，始建於1924年6月13日，面積136平方公里，海拔高度920米，2010年人口43,181。
15°38′00″N 91°52′00″W / 15.6333°N 91.8667°W